# Lara Croft Tomb Raider: Anniversary
Lara Croft Tomb Raider: Anniversary är ett spel utvecklat av Crystal Dynamics och Buzz Monkey Software. Spelet är släppt för PC, Playstation 2, Playstation Portable, Wii och Xbox 360. Spelet bygger på det första spelet i spelserien, Tomb Raider, som ursprungligen släpptes år 1996 till PC, Sega Saturn och Playstation.